# Subramaniya Bharati

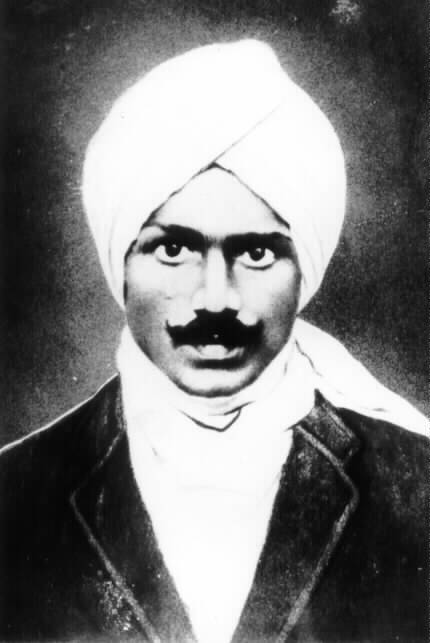
Subramaniya Bharati (undatierte Fotografie)

Subramaniya Bharati (eigentlich C. Subramaniya Aiyar; Tamil: சுப்ரமணிய பாரதி, Cupramaṇiya Pārati; * 11. Dezember 1882 in Ettayapuram; † 11. September 1921 in Madras) war ein tamilischer Lyriker, Essayist, Journalist, Herausgeber, Freiheitskämpfer und Reformer. Er brachte in einfacher, volksnaher Poesie sein Nationalgefühl zum Ausdruck und erhielt den Beinamen Mahakavi Bharathiyar (Mahakavi bedeutet „Großer Poet“).

## Leben

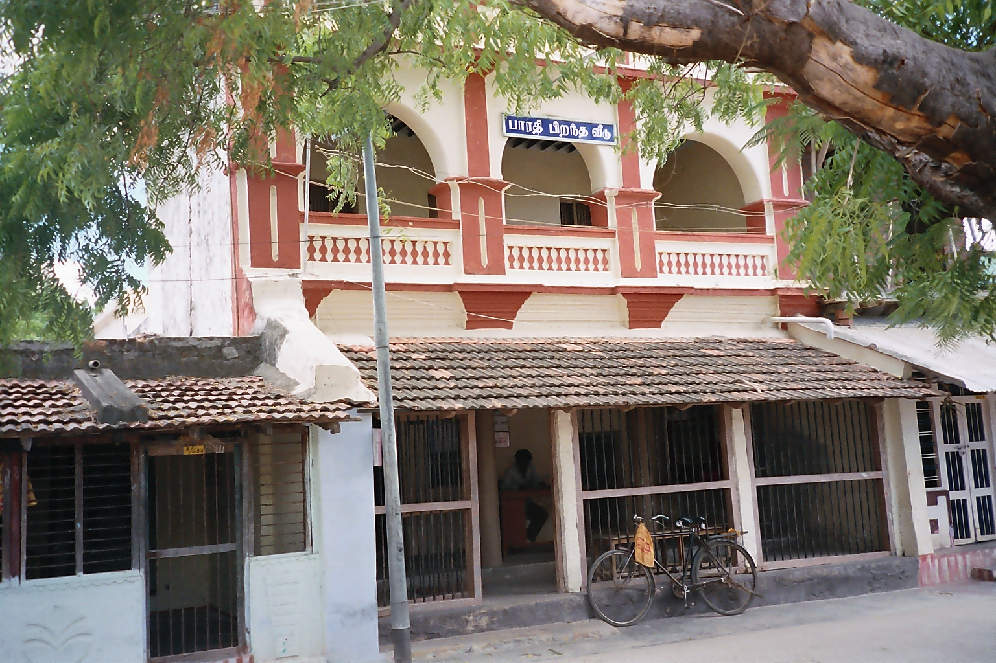
Geburtshaus von Subramaniya Bharati in Ettayapuram

Subramaniya Bharati stammte aus einer Brahmanenfamilie aus Ettayapuram, einer Kleinstadt im heutigen Distrikt Thoothukudi im Süden des Bundesstaates Tamil Nadu. Ettayapuram war Sitz einer lokalen Herrscherdynastie, die von den Briten als Zamindars (Grundherren) eingesetzt worden waren. Sein Vater Chinnasami Aiyar war Beamter am Hof des Rajas von Ettayapuram. 1889 starb seine Mutter. Bereits im Kindesalter beschäftigte sich Subramaniya mit Musik und Poesie. Im Alter von 11 Jahren gab ihm die Versammlung der Hofdichter in Anerkennung seines Talents den Ehrentitel „Bharati“ (äquivalent zur Göttin Sarasvati), den er auch später als Beinamen behielt. Von 1894 bis 1897 ging er in Tirunelveli zur Schule.
Im Jahre 1897 heiratete Subramaniya Bharati seine damals siebenjährige Cousine Chellamma. Im darauffolgenden Jahr starb sein Vater und er ging nach Benares, wo er Sanskrit und Hindi lernte. 1902 kehrte er als Hofdichter des örtlichen Rajas nach Ettayapuram zurück. Die Tätigkeit scheint ihm aber zuwider gewesen zu sein, und schon nach zwei Jahren gab er sie wieder auf. Später verarbeitete er seine Erfahrungen in der unvollendet gebliebenen Satire Chinna Sankaran Kathai (1913, „die Geschichte von Klein-Sankaran“), in dem er den Anachronismus des feudalen Hoflebens und die Kriecherei der Hofdichter aufs Korn nahm. Nach einem kurzen Zwischenspiel als Tamil-Lehrer in Madurai ging Bharati nach Madras, wo er als Journalist bei der tamilischen Tageszeitung Swadesamitran arbeitete.

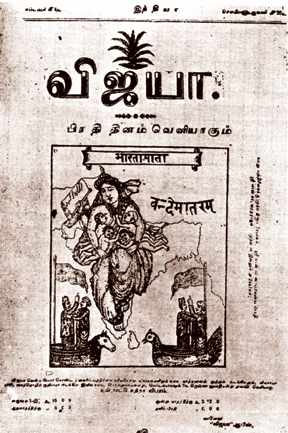
Titelblatt der Zeitschrift Vijaya (1909)

Ab 1905 war Subramaniya Bharati auch politisch interessiert. Er traf sich mit den nationalistischen Politikern V. O. Chidambaram Pillai, Bal Gangadhar Tilak, Aurobindo Ghose und Lala Lajpat Rai und besuchte Sitzungen des Indischen Nationalkongress. 1907 wurde er Herausgeber der radikalen Zeitschriften Indiya und Bala Bharatam und trat darin für Reformen und die Unabhängigkeit Indiens ein. Seine erste Gedichtsammlung Swadesa Gitangal („Nationale Lieder“) veröffentlichte er 1908 in Madras, darunter die nationalistischen Gedichte Vande Mataram, Entayum Tayum und Jaya Bharat. Um einer Verhaftung wegen seiner nationalistischen Schriften zu entgehen, flüchtete Subramania Bharati 1908 ins französische Pondicherry, wo er zehn Jahre im politischen Exil verbrachte. Er gab dort weiter Indiya sowie ab 1909 eine weitere Zeitschrift, Vijaya, heraus. 1910 mussten beide Zeitschriften eingestellt werden, weil die britische Kolonialregierung ihre Verbreitung in Britisch-Indien verboten hatte. Im selben Jahr kamen auch Aurobindo Ghose und V. V. S. Aiyar ins Exil nach Pondicherry, um wie Subramaniya der politischen Verfolgung durch die Briten zu entgehen. Sie wurden in dieser Zeit politische Gefährten.
Subramaniya Bharati schrieb in Pondicherry seine bekanntesten Werke Panchali Sabatham (1912) und Kannan Pattu (1917, „Gesang über Krishna“). Mit der Satire The Fox with the Golden Tail (1914) griff er Theosophie und hindische Reformen an und pries mit dem Gedicht Puthiya Rusiya (1917, „das neue Russland“) die Oktoberrevolution. Er verfasste daneben politische und andere Essays und schrieb zahlreiche Lieder und karnatische Musik (kritis).
Im November 1918 kehrte er nach Indien zurück und wurde von den Briten umgehend in Cuddalore festgenommen, jedoch nach knapp einem Monat wieder entlassen. Nach seiner Haftentlassung lebte er in ärmlichen Verhältnissen bei seinen Schwiegereltern im Dorf Kadayam. Der mittellose Bharati bemühte sich vergeblich um eine Anstellung als Hofdichter in Ettayapuram. Im Jahre 1920 nahm er eine Stelle als Redakteur des Swadesimitran in Madras an. In Madras traf er Gandhi bei Rajagopalachari und wurde dessen Anhänger. Die letzten Jahre verbrachte er in einem Haus im Stadtteil Triplicane. Am 12. September 1921 verstarb Subramaiya Bharati im Alter von 38 Jahren.
Subramaniya Bharatis begründete eine neue Epoche in der tamilischen Literatur. Er führte einen neuen Stil tamilischer Dichtung ein, in dem er die vorherrschenden aus dem Tolkappiyam überlieferten syntaktischen Regeln aufbrach und einen poetischen Prosastil, genannt puthukkavitai („neue Dichtung“), verwendete.
Die Bharathiar University in Coimbatore wurde nach ihm benannt.